# Rudolf Ippisch

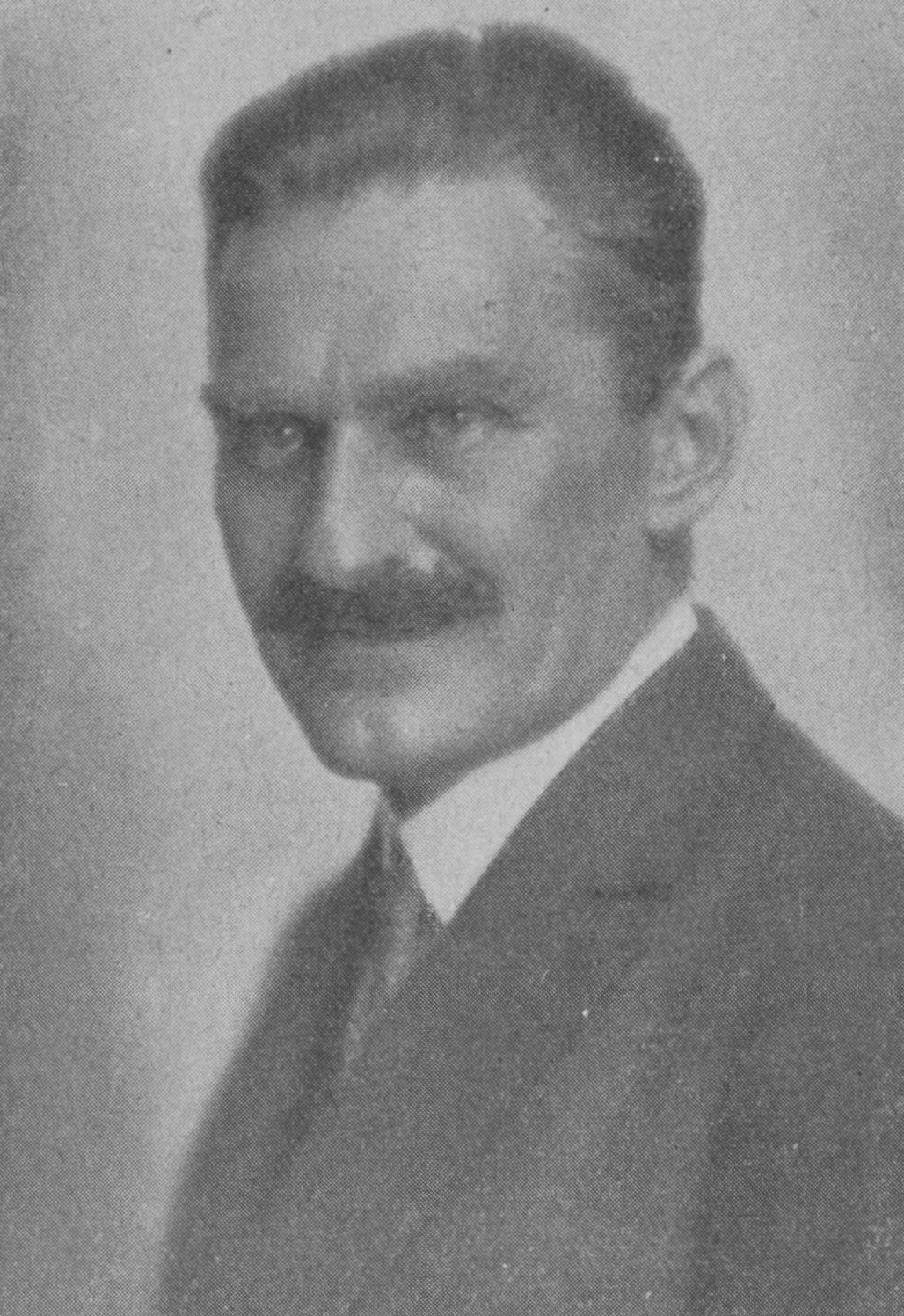
Rudolf Ippisch, um 1927

Rudolf Ippisch (* 4. April 1878; † 2. März 1953) war ein österreichischer Unternehmer. Er war ein Ehrenbürger von Ebensee. Ippisch initiierte den Bau der Feuerkogelseilbahn und trieb die Traunsee-Schifffahrt voran. 

## Leben
Der gelernte Schuhmacher Rudolf Ippisch kam 1909 um eine Schifffahrtskonzession für den Traunsee ein und begann 1910 mit der bei Lürssen gebauten Elektra John Ruston Konkurrenz zu machen, der auf dem See bereits einen Linienverkehr mit Dampfschiffen anbot. Anders als Ruston setzte Ippisch auf Elektroantrieb.
In Ebensee gründete er mit zwanzig weiteren Personen die Traunseer Motorbootgesellschaft. Schon in den Jahren 1911 und 1912 konnte er seine Flotte um vier weitere Fahrzeuge erweitern, die Traunstein, die Glückauf, die Sonnstein und die Karbach. Eine Fahrplanabstimmung zwischen Ruston und Ippisch, die von der Bezirkshauptmannschaft gefordert wurde, brachte es mit sich, dass Rudolf Ippisch seine Konzession, die zunächst nur für den Südteil des Traunsees gegolten hatte, erweitern konnte, da man sich darauf geeinigt hatte, dass die Dampfschiffe die Hauptkurse bedienen und die Elektroschiffe die kleineren Anlegestellen anfahren sollten.
1918 konnte er, nachdem er Rustons fünf Dampfer aufgekauft hatte, dessen Betrieb mit seinem eigenen vereinen, der nun Traunseer Schiffahrts-Gesellschaft hieß. In den Jahren nach dem Ersten Weltkrieg stieß Ippisch die meisten Dampfer ab, bis nur noch die Elisabeth und die Gisela zu seiner Flotte gehörten. Letztere ist erhalten geblieben und fährt nach wie vor auf dem Traunsee.

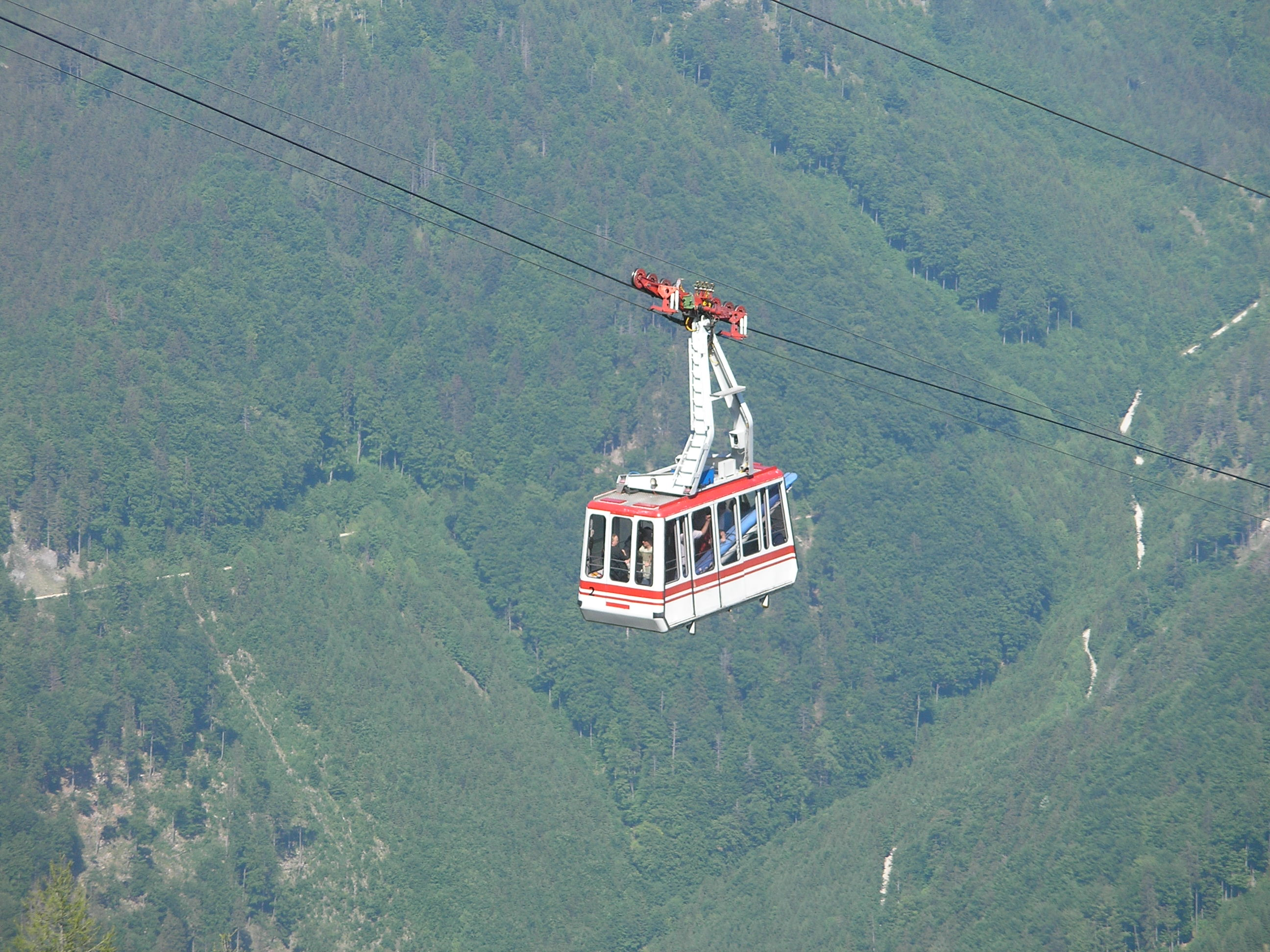
Eine Gondel der Feuerkogelseilbahn (2007)

1927 wurde die Feuerkogelseilbahn eröffnet, deren Bau Ippisch initiiert hatte. Diese Bahn war die erste Seilschwebebahn in Oberösterreich. Sie führt von Ebensee auf die Hochfläche des Höllengebirges; die Bergstation liegt auf 1569 Meter Seehöhe.
Dadurch wurde der Tourismus im Salzkammergut stark gefördert, was wiederum Ippischs Schifffahrtsbetrieb zugutekam, der später auch von den Kdf-Fahrten profitierte. Ippisch ließ daher in den 1920er und 1930er Jahren die beiden alten Dampfschiffe generalüberholen. Außerdem schaffte er 1938 das Motorboot Lenau an. Nach den Plänen der Sonnstein ließ er im eigenen Betrieb ein weiteres Schiff bauen, das allerdings gleich einen Dieselmotor erhielt: Die Feuerkogel wurde 1941 in Betrieb genommen. Noch mitten im Zweiten Weltkrieg kaufte Ippisch ein weiteres Schiff namens Möve hinzu.
Nach Rudolf Ippischs Tod ging das Unternehmen, das damals als Traunseer Schiffahrt und Seilschwebebahn Rudolf Ippisch & Co., Kommanditgesellschaft firmierte, in die Hände seines gleichnamigen Sohnes über. Unter dessen Ägide wurde ein 1953 angekauftes Dieselschiff, gebaut 1928, auf den Namen seines Vaters getauft. Diese Rudolf Ippisch ist nach wie vor auf dem Traunsee im Einsatz.